# 신졸일괄채용

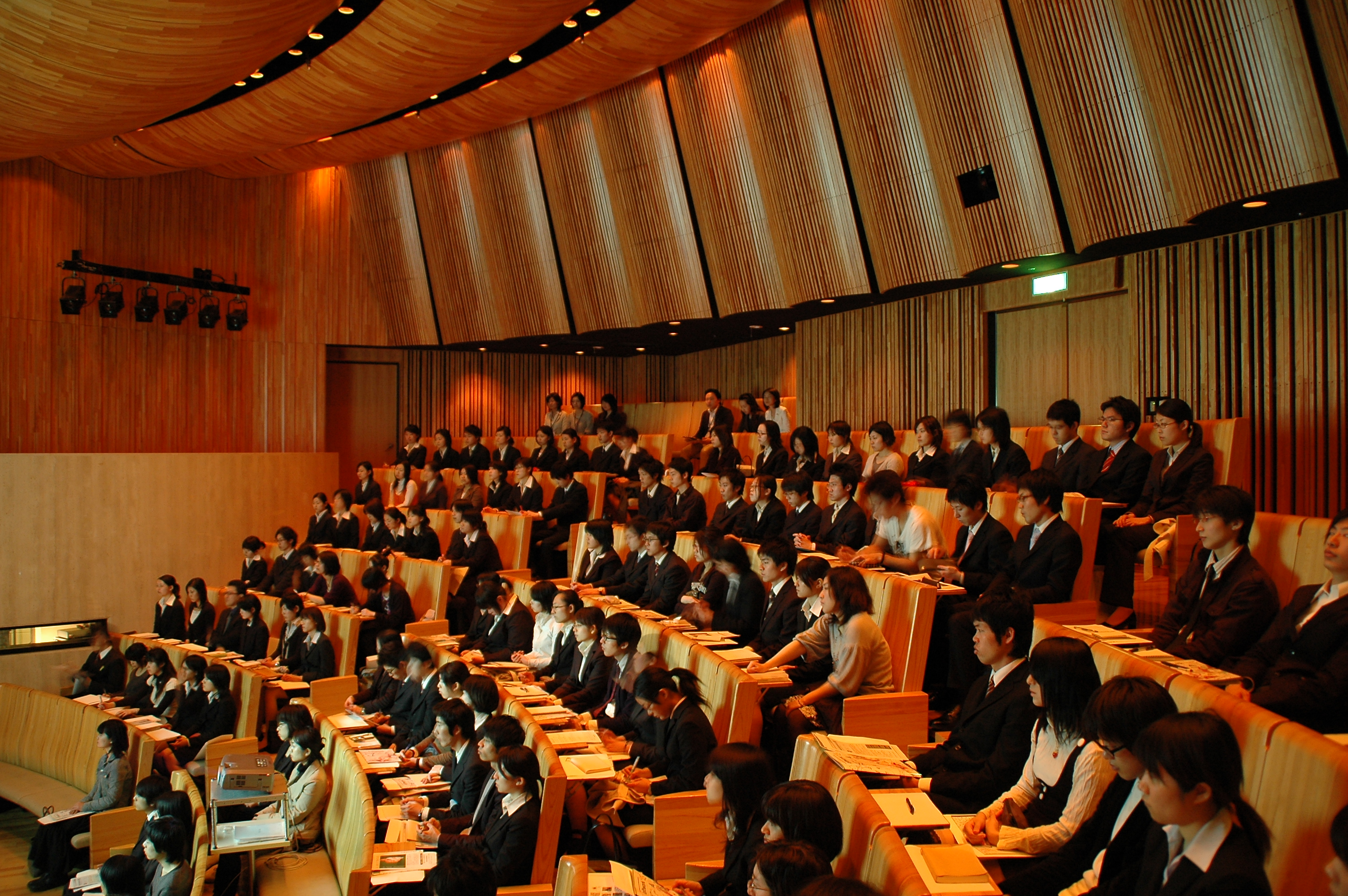
회사설명회에 참석 중인 대학생들.

신졸일괄채용(일본어: 新卒一括採用 신소츠잇카츠사이요[*])이란 일본에서 기업이 졸업 예정자(신졸자)를 대상으로 구인하여 재학 중에 채용시험을 실시해 내정자를 정하면 4월에 졸업하자마자 경력의 공백기 없이 그 기업에서 근무하기 시작하는 고용 시스템이다. 즉 졸업하기 전 재학 중에 이미 취직할 회사가 정해지는 것이다. 일본 특유의 고용 관행으로서 세계 다른 곳에는 유례가 없다.
메이지 시대에 하급 화이트칼라 채용에서부터 시작해서, 제2차 세계대전 이전 무렵에 벌써 정착해 있었다. 전후 부흥기에 일손 부족으로 대기업이 신졸자를 대량으로 채용하면서 완전히 정착되면서 현재에 이른다. 오늘날에도 일본 기업들의 가장 일반적인 채용형태에 해당한다.
신졸일괄채용은 종신고용제, 연공서열임금제와 함께 일본적 고용형태의 일부를 이루고 있다.:55:10 신입사원이 회사에 오래 남을 것이라고 노사 쌍방이 상정하지 않는 한, 경력자가 아닌 신졸자를 대규모로 일괄채용하는 것은 지속불가능하기 때문이다. 일본에서는 신졸일괄채용 제도가 오랫동안 정착된 결과 중도채용시장은 미발달하고 있으며, 일본의 노동시장은 내부노동시장(기업 내부에서의 로테이션, 파견, 전근)에 의해 유지되고 있다.

## 역사
신규졸업자 일괄채용제도가 시작된 것은 1895년 미츠비시(당시 일본우선)와 미츠이은행이 시초였다고 여겨지지만, 업계 전반에 일반적으로 된 것은 20세기 들어서부터였다.:57:6 이 당시에는 수시로 필요에 따라 직원 채용이 이루어졌지만, 학력이나 시험보다는 관계자의 소개가 중시되는 연고채용이 많았다.:92 1914년부터 제1차 세계대전이 시작되자 일본은 전쟁특수로 호경기를 맞았는데, 이에 따라 일손이 부족해지면서 학교를 졸업하기 전에 입사선고와 채용을 하는 관행이 시작되었다. 이 관행이 1차대전 이후로도 계속되었다.:58
1927년 쇼와 금융공황과 뒤이은 세계 대공황으로 대학생들의 취직난이 문제가 되었다. 이런 풍속을 잘 보여주는 것이 당시 영화 〈대학은 나왔지만〉이다. 공황 와중인 1928년, 미츠비시 등 대기업 은행들을 중심으로 하는 은행 중역들의 모임인 상반회의 의향 하에 문부성에 압력을 가해서 이듬해 1929년 대학생의 정기채용은 학교 졸업 후에 실시하기로 협정을 맺었다.:59:9 취직협정의 원형이다. 그럼에도 기업은 우수한 학생을 확보하고 싶었고 학생들은 취직난에 불안했기에 이 협정 이후에도 조기 채용 관행은 고쳐지지 않았다. 이후 경기가 회복되어도 기업과 학생 쌍방에 의한 협정 위반은 계속되었다.
1935년 6월, 미츠비시의 제안으로 협정은 정식으로 파기되었다.:61-62 오늘날에도 대학생이 졸업 후 취직할 회사가 정해지는 것을 ‘내정(内定)’되었다고 하는데, 이 말이 여기서 비롯된 것이다. 협정에서 ‘채용 결정’이 졸업 후로 정해졌기 때문에 재학 중의 사실상의 채용 결정은 ‘내정’이라고 부르게 된 것이다.
이후 제2차 세계대전에 돌입하면서 전시통제경제의 일환으로 1938년 학교졸업자사용제한령에 의하여 대학 공학부, 이학부, 공업전문학교, 공업실업학교 학생의 취직은 국가에 의해 통제되었다.:64
2차대전 종전 이후에도 대졸자 신졸일괄채용 관습은 계속되었다. 종전 직후에는 취업이 어려웠을 것 같지만, 종전 이듬해 이후로는 그렇지도 않았다. 패전에 의해 정치경제 상황의 극한의 변화를 강요받는 상황에서도 “졸업 전에 미리 정기채용을 한다는 관행은 회사와 대학 양측 모두에게 더 이상 변경 불가능할 정도로 뿌리내려 있었다.”:67 뒤이어 전후복구와 한국전쟁 특수로 인해 일손이 오히려 부족해지면서 기업은 신졸자를 대규모로 고용했다.:7
채용의 조기화 경향에 우려를 품은 문부성은 1953년 6월 교육계와 재계의 관계자들을 모아 간담회를 열고 “채용시험은 10월 중순부터 1개월 정도로 하는 것”을 결정했다. 이것이 1996년까지 지속된 취업협정이다.:67 그러나 취업협정은 1996년 폐지될 때까지 항상 유명무실했다. 협정 위반이 발각되어도 신문에 공표되는 것 외에는 페널티가 없었고, 기업 입장에서는 고지식하게 협정을 지키면 우수한 학생은 다른 기업에서 조기채용해서 놓치게 되며, 학생들도 이에 따라야 좋은 회사에 취업할 수 있기 때문이다.
1960년대부터의 고도경제성장기에는 더욱 채용이 조기화되어, 대기업에서는 졸업이 1년 이상 남은 3학년 때 채용자를 내정하는 사태로까지 발전했다.:68 이후 경기상황에 의한 변동은 있지만, 기본적으로 재학 중에 채용이 내정되어 졸업 후 갈 곳이 정해지는 상황은 변함이 없었다.:7 21세기 현재에도 상황은 변함이 없어서, 일본 대학생들의 취직활동은 3학년 가을, 9-10월에 시작된다. 경단련 윤리헌장에서는 10월 1일을 정식 내정일로 하도록 되어 있지만, 빠르면 4학년 봄 무렵부터 내정 결과가 나오는 경우도 있다.

## 논점
신졸일괄채용이 제도화된 것은 기업이 그것을 원하기 때문이다. 일본의 공교육에서는 직업훈련이 이루어지지 않는다. 기업으로서는 신졸채용을 통해 최대한 젊은 신입사원을 채용하여 훈련기간을 확보할 수 있다. 기업이 직업훈련의 비용을 부담하는 것인데, 훈련시킨 인력이 이탈하지 않고 종신고용되는 것이 전제라면 회수 가능한 비용이다.:55-56 또한 한번에 채용하는 수를 극대화함으로써 한 번의 연수로 한꺼번에 많은 인재를 교육할 수 있다. 이를 통해 교육비용을 아낄 수도 있다. 또한 매년 정기적으로 신졸자를 채용함으로써 동기생 의식을 낳아 종업원 간의 연대감을 강화하고, 훈련 비용을 회수하기 위해 장기간 근무해야 하기 때문에 기업에 대한 충성심을 함양하기 쉬워진다. 대학을 졸업하기 전부터 취직처가 내정되면 다른 기업의 취업규칙이나 취업윤리의 영향을 받기 어렵기에 기업 사람으로 물들이기 쉽다. 그 결과 해고, 이직에 의한 노사 쌍방의 비용을 줄일 수 있고 노동자 입장에서도 장기적 인생계획을 세우기 쉬워진다.:55
하지만 신졸일괄채용의 일반화에는 부작용도 있는데, 우선 학업에의 악영향이 있다. 내정 시기가 빨라지면서 3학년 때 취직처가 정해지면 그 이후 면학을 게을리하는 대학생이 많다. 취업활동에만 주력하다 졸업이수과목을 소홀히 해서 유급되어 취업내정도 취소되는 극단적인 경우도 있다. 때문에 교육계는 전통적으로 신졸일괄채용에 비판적이었고, 1928년 이래로 누차 형태를 바꿔가며 취업협정을 맺어 신졸일괄채용을 억제하고자 했다. 그러나 이런 시도는 제대로 준수된 적이 없고 현재도 전혀 지켜지지 않고 있다.:69
또한 대학생들 입장에서도, 대기업을 비롯한 안정적 일자리에서는 신졸채용만 하고 이미 졸업한 기졸자는 채용하지 않기 때문에 신졸채용에 실패하면 평생 불안정 노동에 시달려야 한다. 3-4학년 시기에 우연히 불경기가 닥쳐서 대기업 일자리가 줄어들면 자신의 능력이나 의지와 무관하게 이 트랙에서 탈락해서 사회의 미아가 되어 버린다. 질병 등의 부득이한 사정으로 3-4학년에 취직활동을 하지 못하고 신졸채용을 놓친 사람도 기졸자로 취급되어 많은 기회를 상실하게 된다. 일본은 정규직 노동자들이 종신고용을 누리는 반면에, 파견직을 비롯한 비정규직 노동자들은 수입과 사회보장 수준이 모두 낮고 경력개발 가능성도 전무하기에 한 번 공채에서 탈락한 기졸자가 이로부터 구제될 방법은 없다. 거품경제 붕괴 이후 취업 빙하기에 졸업을 맞은 1974년생-1986년생들(소위 ‘버려진 세대’)이 이런 이유로 만들어진 거대한 프레카리아트 집단이다. 신졸취직에 성공한 이들도 6할이 후회한다는 데이터가 있다. 안정적 생활을 유지하기 위해서는 무조건 졸업과 동시에 취직해야 하는데, 신졸채용과 종신고용이 결합되어 있는 구조적 이유로 인해 회사가 자신과 맞지 않아도 이직이 사실상 불가능하다.
안정적인 우량기업은 신졸채용밖에 하지 않기 때문에 기졸자는 입사할 수 있는 기업의 질이 현격히 저하된다. 정기채용 시즌 이외의 시기에 중도채용을 하는 기업들은 십중팔구 사회적 윤리가 낮아서 사람이 자주 퇴직하는 블랙기업이다. 또한 신졸일괄채용에는 연령제한도 있기 때문에 나이가 너무 많아도 자동으로 탈락한다. 그래서 일본의 대학형고등교육기관의 25세 이상 입학자 비율은 1.8%로 OECD 국가 중 최저다. OECD 국가 평균이 21.3%인 것에 비해 극단적으로 낮다. 25세가 넘어서 대학에 가 봤자 졸업할 때 30세가 가까워오기에 신졸채용에 어차피 합격할 수 없어서 대학에 가지 않는 것이다.
뇌과학자 모기 켄이치로 같은 이는 신졸일괄채용과 연령상한제한의 조합으로 기졸자의 정규직 입직이 구조적으로 차단되는 것이 인권문제라고까지 했지만 상술했듯 신졸채용과 완전고용이 동전의 앞뒷면과 같은 구조적 결합체라 해결될 방법은 난망한 것이 현실이다.